# Five in the Black
Five in the Black – drugi japoński album studyjny południowokoreańskiej grupy TVXQ, wydany 14 marca 2007 roku przez Rhythm Zone. Ukazał się w dwóch edycjach: regularnej (CD) i limitowanej (CD+DVD). Album osiągnął 10 pozycję w rankingu Oricon i pozostał na liście przez 66 tygodni, sprzedał się w nakładzie ponad 82 673 egzemplarzy w Japonii i 28 484 w Korei Południowej. 

## Lista utworów
| CD  | CD                                                       | CD                                                  | CD                                                     | CD                                     | CD      |
| Nr  | Tytuł utworu                                             | Tekst                                               | Kompozycja                                             | Aranżacja                              | Długość |
| --- | -------------------------------------------------------- | --------------------------------------------------- | ------------------------------------------------------ | -------------------------------------- | ------- |
| 1.  | „ZION”                                                   | H.U.B.                                              | Curtis Richardson, Iain James, Chris Lee Jo, Rob Davis | Tommy Henriksen                        | 3:02    |
| 2.  | „Sky”                                                    | H.U.B.                                              | h-wonder                                               | h-wonder                               | 5:30    |
| 3.  | „Beegin”                                                 | Mai Osanai                                          | Jin Nakamura                                           | Jin Nakamura                           | 5:34    |
| 4.  | „Choosey Lover”                                          | Yōko Hiji                                           | Ryūichirō Yamaki                                       | Ryūichirō Yamaki                       | 4:34    |
| 5.  | „DEAD END”                                               | H.U.B.                                              | Paul Drew, Greig Watts, Pate Barringer                 | Paul Drew, Greig Watts, Pate Barringer | 3:17    |
| 6.  | „High time”                                              | jam                                                 | Masataka Kitaura                                       | Masataka Kitaura                       | 4:02    |
| 7.  | „PROUD”                                                  | Ryōji Sonoda                                        | Jin Nakamura                                           | Jin Nakamura                           | 5:10    |
| 8.  | „Yakusoku” (jap. 約束)                                   | H.U.B.                                              | Kantaro Fukushi                                        | Kotaro Egami                           | 4:49    |
| 9.  | „miss you”                                               | H.U.B.                                              | Daisuke Suzuki                                         | h-wonder                               | 4:42    |
| 10. | „„O”-Sei.Han.Gō” (jap. “O”-正・反・合)                   | H.U.B.                                              | Yoo Young-jin                                          | Yoo Young-jin                          | 4:17    |
| 11. | „I’ll be there”                                          | Hwang Scongle (BJJ), Yoo Janie (kor.) H.U.B. (jap.) | Kotaro Egami                                           | Kotaro Egami                           | 4:42    |
| 12. | „Step by Step”                                           | H.U.B.                                              | Kazuhiro Hara                                          | Kazuhiro Hara                          | 4:29    |
| 13. | „Hello again”                                            | H.U.B.                                              | Daisuke Suzuki                                         | h-wonder                               | 5:00    |
| 14. | „Begin” (A capella ver.) (CD Only bonus track)           | Mai Osanai                                          | Jin Nakamura                                           | Jin Nakamura                           | 2:41    |
| 15. | „miss you -ballade ver.-” (CD Only bonus track)          | H.U.B.                                              | Daisuke Suzuki                                         | h-wonder                               | 4:36    |
| 16. | „A Whole New World” (Special track, CD first press only) | Alan Menken                                         | Tim Rice                                               |                                        | 4:56    |

| DVD | DVD                           | DVD     |
| Nr  | Tytuł utworu                  | Długość |
| --- | ----------------------------- | ------- |
| 1.  | „Rising Sun” (Video Clip)     |         |
| 2.  | „Begin” (Video Clip)          |         |
| 3.  | „Sky” (Video Clip)            |         |
| 4.  | „miss you” (Video Clip)       |         |
| 5.  | „„O”-Sei.Han.Gō” (Video Clip) |         |
| 6.  | „Step by Step” (Video Clip)   |         |
| 7.  | „Choosey Lover” (Video Clip)  |         |